# Contea di Li (Hebei)
La contea di Li (蠡县S, Lǐ XiànP) è una contea della Cina, situata nella provincia di Hebei e amministrata dalla prefettura di Baoding.